# Lituânia nos Jogos Olímpicos de Inverno de 1928
A Lituânia competiu nos Jogos Olímpicos de Inverno de 1928, realizados em St. Moritz, Suíça.